# Lourdesgrot (Susteren)
De Lourdesgrot is een religieus bouwwerk in Susteren in de Nederlandse gemeente Echt-Susteren. De Lourdesgrot staat aan de Rijdtstraat in de wijk Heide.
Op ongeveer 200 meter naar het westen staat de Mariakapel.
De kapel is gewijd aan de heilige Maria, specifiek aan Onze-Lieve-Vrouw van Lourdes.

## Gebouw
De Lourdesgrot is gebouwd met gemetselde brokken natuursteen met bovenop een kruis en heeft twee holtes. In de bovenste holte staat het Mariabeeld en toont de Onze-Lieve-Vrouw in een biddende positie met haar handen samengevouwen. In de onderste holte staat een natuurstenen altaar waarop een houten kruis met corpus geplaatst is.